# Qt Creator
Qt Creator est un environnement de développement intégré multiplate-forme faisant partie du framework Qt.
Il est donc orienté pour la programmation en C++.
Il intègre directement dans l'interface un débogueur, un outil de création d'interfaces graphiques, des outils pour la publication de code sur Git et Mercurial ainsi que la documentation Qt.
L'éditeur de texte intégré permet l'autocomplétion ainsi que la coloration syntaxique.
Qt Creator utilise sous Linux le compilateur gcc. Il peut utiliser MinGW ou le compilateur de Visual Studio sous Windows.
Qt Creator a été traduit en français par l'équipe Qt de Developpez.com.